# Chlorissa stibolepida
Chlorissa stibolepida là một loài bướm đêm trong họ Geometridae.